# Cantó de Dinan-Est
El cantó de Dinan-Est (bretó Kanton Dinan-Reter) és una divisió administrativa francesa situat al departament de Costes del Nord a la regió de Bretanya.

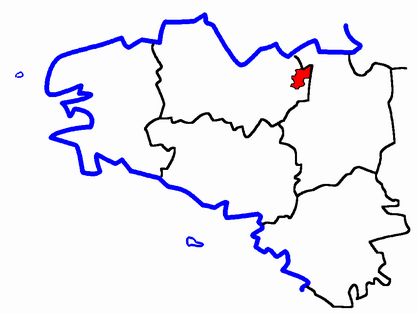
Situació del cantó

## Composició
El cantó aplega 6 comunes :
| Nom bretó   | Nom francès          | Nom gal·ló |
| Dinan       | Dinan                | Dinan      |
| Kerveskont  | La Vicomté-sur-Rance | ---        |
| Lanvalae    | Lanvallay            | ----       |
| Lehon       | Léhon                | Léon       |
| Pleudehen   | Pleudihen-sur-Rance  | ---        |
| Sant-Haelen | Saint-Hélen          | ---        |

## Història
| Data d'elecció                           | Identitat      | Partit | Qualitat |
| ---------------------------------------- | -------------- | ------ | -------- |
| 2001-                                    | Michel Vaspart | UMP    |          |
| les dades anteriors no són pas conegudes |                |        |          |
|                                          |                |        |          |